# Спунк
Спунк је био стрип магазин који је излазио од 1979. до 1982. године као ванредно издање Стрипотеке. Издавала га је издавачка кућа „Форум” (касније „Маркетпринт”) из Новог Сада. Излазио је једном месечно - сваког првог петка у месецу.

## Историја
Током шездесетих и седамдесетих година прошлог века долази до процвата стрип издаваштва у Војводини. У Новом Саду су се налазиле две модерне штампарије великог капацитета – „Форум” и „Дневник”. Бројни београдски часописи и магазини, од којих је велики број оних који садрже стрипове, штампани су у ова два погона. За овај процват војвођанског стрипа је, парадоксално, заслужно и српско политичко руководство тог времена. У Крагујевцу је 1971. године одржан Конгрес културне акције у организацији српских либерала. На овом конгресу стрип је уврштен у шунд литературу, па је самим тим законски опорезован стопом од 31,5 одсто. Бројне ревије и издавачке куће нису се могле носити са таквим финансијским наметом. Војводина је, међутим, својом пореском аутономијом била изузета од овог финансијског намета и стрип издаваштво је почело да цвета. тако је „Форум” (касније „Маркетпринт”) преузео је примат са Панорамом (касније Стрипотека), Спунком, Спунк новостима, Стрип забавником и другим издањима.

## О магазину
Спунк је био квалитетан стрип магазин који је објављивао целе епизоде, а не као до тада најчешће у наставцима. 
Укупно је изашло 17 бројева Спунка, штампаних у меким корицама.